# 旭川市立永山南小学校
旭川市立永山南小学校（あさひかわしりつ ながやまみなみしょうがっこう）は、北海道旭川市永山9条に所在する公立小学校。
児童554名（2024年現在）

## 沿革
年表
- 1978年（昭和53年）- 永山南地区に小学校の新設を決定[2]。
- 1979年（昭和54年）- 永山西小学校分教場として校舎建設着工[2]。
- 1980年（昭和55年）- 旭川市立永山南小学校が開校、校舎増築第二期工事完成[2]。
- 1983年（昭和58年）- プール完成、校舎増築第三期工事完成[2]。
- 1989年（平成元年） - 留守家庭児童会を開設[2]。
- 1997年（平成9年）- 特別支援学級を開設[2]。
- 2001年（平成13年）- コンピューター室設置[2]。
- 2011年（平成23年）- ことばの教室を開設、体育館耐震化工事完成[2]。

## 教育目標
- 「鍛」すすんでからだを鍛える子ども[3]
- 「思」心豊かで思いやりのある子ども[3]
- 「遂」ねばり強くやり遂げる子ども[3]
- 「考」よく考え工夫する子ども[3]

## 学校行事
学校行事は以下の通り。
- 4月 - 1学期始業式、入学式、学力検査（2-6年）、知能検査（2・5年）、全国学力学習状況調査（6年）
- 5月 - 運動会
- 6月 - 遠足（1-4年）、宿泊研修（5年）
- 7月 - 1学期終業式、夏季休業
- 8月 - 2学期始業式
- 9月 - 修学旅行（6年）
- 10月 - 学習発表会
- 11月 -
- 12月 - 2学期終業式、冬季休業
- 1月 - 3学期始業式、スキー学習
- 2月 - スキー学習
- 3月 - 6年生を送る会、卒業式、修了式、学年末休業

## 通学区域
通学区域は以下の通り。
- 新星町1丁目 - 5丁目
- 永山町2丁目 - 4丁目
- 永山1条5丁目 - 8丁目
- 永山2条5丁目 - 8丁目
- 永山3条3丁目 - 8丁目
- 永山4条3丁目 - 8丁目
- 永山5条3丁目 - 8丁目
- 永山6条1丁目2番
- 永山6条3丁目 - 8丁目
- 永山7条1丁目 - 8丁目
- 永山8条1丁目 - 8丁目
- 永山9条1丁目 - 8丁目
- 永山10条1丁目 - 8丁目
- 永山11条1丁目 - 4丁目
- 永山12条1丁目 - 4丁目
- 永山13条2丁目 - 3丁目
- 永山14条3丁目
- パルプ町58番地1 - 3、59番地1

## 進学先中学校
- 旭川市立永山南中学校[6]

## 交通アクセス
鉄道
- JR石北本線南永山駅より徒歩13分。

バス
- 道北バス「永山8条4丁目」停留所下車、徒歩5分。